# Distretto di Selim
Il distretto di Selim (in turco Selim ilçesi) è uno dei distretti della provincia di Kars, in Turchia.